# Pandoto
Pandoto es una localidad del municipio de Luena (Cantabria, España). En el año 2024 contaba con una población de 3 habitantes (INE). La localidad se encuentra a 630 metros de altitud sobre el nivel del mar, y a 3 kilómetros de la capital municipal, San Miguel de Luena.
- Datos: Q6059635
- Multimedia: Pandoto (Luena) / Q6059635